# 天狼星·布萊克
天狼星·布萊克（英語：Sirius Black，1959年11月3日— 1996年6月18日），是英國作家J·K·羅琳的奇幻小說《哈利·波特》系列中虛構的人物。他於中首次被簡略提及，他是詹姆·波特的摯友，他於佛地魔殺害詹姆與莉莉·波特後不久，是把一輛飛行摩托車借給魯霸·海格的巫師。其角色在裡變得突出，當中他名義上是一個逃犯，並且還被揭露為該系列的中心人物哈利·波特的教父。在該系列的改編電影中，天狼星·布萊克一角由加利·奧文飾演。

## 角色背景
天狼星·布萊克是著名純血巫師家族—布萊克家族的最後一位繼承人，其父母是獵戶星和沃布爾加·布萊克（Orion and Walburga Black），二人都是生於布萊克家族的第二代堂姐弟。天狼星有一名後來加入了食死人行列的親弟弟—獅子阿爾發·布萊克，和三名年長的堂姊：貝拉·雷斯壯、水仙·馬份和美黛·東施（他最喜歡的堂姊）。根據布萊克家族以星星和星座來為孩子命名的傳統，他的名字以犬星來命名。據說天狼星的早年生活過得並不快樂，他開始討厭著他的大多數親屬，尤其是他的母親。他無法忍受其家族的純血統精英主義以及拒絕對黑魔法的崇敬而離家出走。在霍格華茲，天狼星沒有像其他家人般被分派往史萊哲林學院，他被分派到葛來分多學院，成為了其家族歷史上第一個進入該學院的成員。
跟其家庭生活相比，天狼星非常享受在霍格華茲的生活，並在那裡他與他最好的朋友詹姆·波特密不可分。天狼星跟詹姆斯非常受歡迎，並以他們非常好看的外表而聞名。學生們喜歡他尖刻的幽默，教授們雖然不尊重他的行為，然而尊重其智慧。天狼星的受歡迎程度並不普遍，他在詹姆與賽佛勒斯·石內卜之間產生了相互仇恨。天狼星積極的支持著詹姆，導致石內卜對天狼星產生了終生對等的厭惡。天狼星跟詹姆鄙視石內卜對黑魔法的極大興趣，兩人經常不顧一切地欺負他。他們還跟彼得·佩迪魯和雷木思·路平成為了最好的朋友，三人於後來才發現路平是個狼人。為了對路平作出支持，天狼星、詹姆和彼得紛紛秘密地成為了化獸師，由於狼人只會攻擊人類不會攻擊動物，因此這讓三人能夠在路平的轉變過程中安全地陪伴並能夠控制住他。天狼星的化獸師外形是一隻體型巨大的黑狗，其「獸足（Padfoot）」的綽號也因此而來。他同時也是劫盜地圖的四位創始人之一。
天狼星於16歲時因憎厭黑魔法而離家出走，從此寄宿於詹姆·波特與其父母的家，詹姆的父母非常喜歡天狼星，二人把他當作自己的兒子看待。後來天狼星的母親沃布爾加憤怒得把天狼星的名字從布萊克族譜的掛毯中燒掉了，而天狼星的叔父阿法·布萊克（Alphard Black）給他留下了一大筆遺產，導致沃布爾加把阿法的名字也給刪除了。由於阿法·布萊克的慷慨遺贈，使天狼星在經濟上獨立了。天狼星在離開霍格華茲後跟佛地魔戰鬥，最終加入鳳凰會。天狼星跟詹姆保持著親密好友的關係，並最終以伴郎的身份參加了詹姆和莉莉·伊凡的婚禮。當詹姆與莉莉的兒子哈利出生時，他們讓天狼星成為哈利的教父，兩人曾表示萬一不幸的事發生在他們身上時，天狼星就成為哈利的監護人。
當波特一家意識到哈利就是佛地魔的特定目標時，阿不思·鄧不利多建議他們利用一種高度複雜的咒語—赤膽忠心咒（Fidelius Charm）來把秘密隱藏於另一個人身上，由於莉莉和詹姆信任天狼星勝過所有其他朋友，於是希望他成為其守密者（Secret Keeper）。然而，天狼星擔心著佛地魔會立即懷疑他是波特家的守密者並以他為目標；由於天狼星不相信佛地魔懷疑像佩迪魯般「軟弱無能的東西」，所以他說服波特一家重新指派佩迪魯擔當他們的守密者。事實證明，佩迪魯是佛地魔於鳳凰會裡的間諜。佩迪魯把波特一家的消息出賣給了佛地魔，佛地魔隨後追踪並把波特夫婦謀殺了。
天狼星在把摩托車交給魯霸·海格以便海格將哈利送到德思禮家後，天狼星隨後追蹤到佩迪魯，並決心殺掉他以作報仇。然而，佩迪魯騙過了他：當在佩迪魯於麻瓜城市街道上遇到天狼星時，他製造了一場爆炸並假裝自己於過程中死亡（留下一根斷指作為證據），並在此期間殺掉了12名麻瓜。天狼星因此被指控謀殺佩迪魯和麻瓜，以及為佛地魔效忠，被巴堤·柯羅奇在未經審判的情況下立即投入監獄。天狼星待在阿茲卡班監獄度過了接下來的12年，為其挈友的死而沉思，並對佩迪魯的背叛念念不忘。天狼星指自己跟其他大部分於監禁期間經常變得精神錯亂的阿茲卡班囚犯有所不同，由於他知道自己是無辜的，因此他能夠保持理智，並且還使用其化獸師的形態來抵禦無法感知不成熟犬類思想的催狂魔，讓他得以從高度設防的監獄逃脫出來。

## 電影中的描繪
加利·奧文於的改編電影中首次的飾演天狼星·布萊克一角。奧文透露，他接受這個角色是因為他決定花更多的時間跟家人在一起，也因為他需要金錢，而在那幾年他沒有接過任何重大的工作。這演員把天狼星比作約翰·連儂，他還把這個角色與莎士比亞的對白進行了比較，並表示他「對實現的難度感到驚訝」。奧文為天狼星的髮型提供了建議，而第三輯電影的導演艾方索·柯朗則為他設計了紋身。他讀過第一輯小說，而他的孩子們都是該系列的粉絲。這個角色使奧文成為其孩子與他們同學的英雄。奧文談到他在《哈利波特》電影中的工作時說，他說：「...完成了這麼多R級電影的工作，能夠有一份可以向孩子展示的工作真是太好了。」據說奧文給天狼星這個角色帶來了能量，這位演員表示這種能量來自導演柯朗，並形容他「對生活充滿熱情和快樂」。
雖然天狼星於《火盃的考驗》中出現了好幾次，但這個角色於電影中的解說中，在葛萊分多公共休息室壁爐中的場景，是由奧文作聲音演出。該演員再次出現於《鳳凰會的密令》中，據說奧文跟丹尼爾·域卡夫於該電影的拍攝過程中變得非常親密。少年時的天狼星也曾於電影中短暫露面，其角色由詹姆斯·華特斯（James Walters）飾演。
就像小說中一樣，在哈利進入禁忌森林面對佛地魔之前，天狼星在《死神的聖物2》中跟詹姆、莉莉與雷木思一起透過重生石回到哈利身邊。在電影的最後一個場景中，這個角色最後一次被引用，據透露，哈利與金妮的第一個出生的兒子就是以詹姆與天狼星的名字而命名的。

## 人物性格與特徵

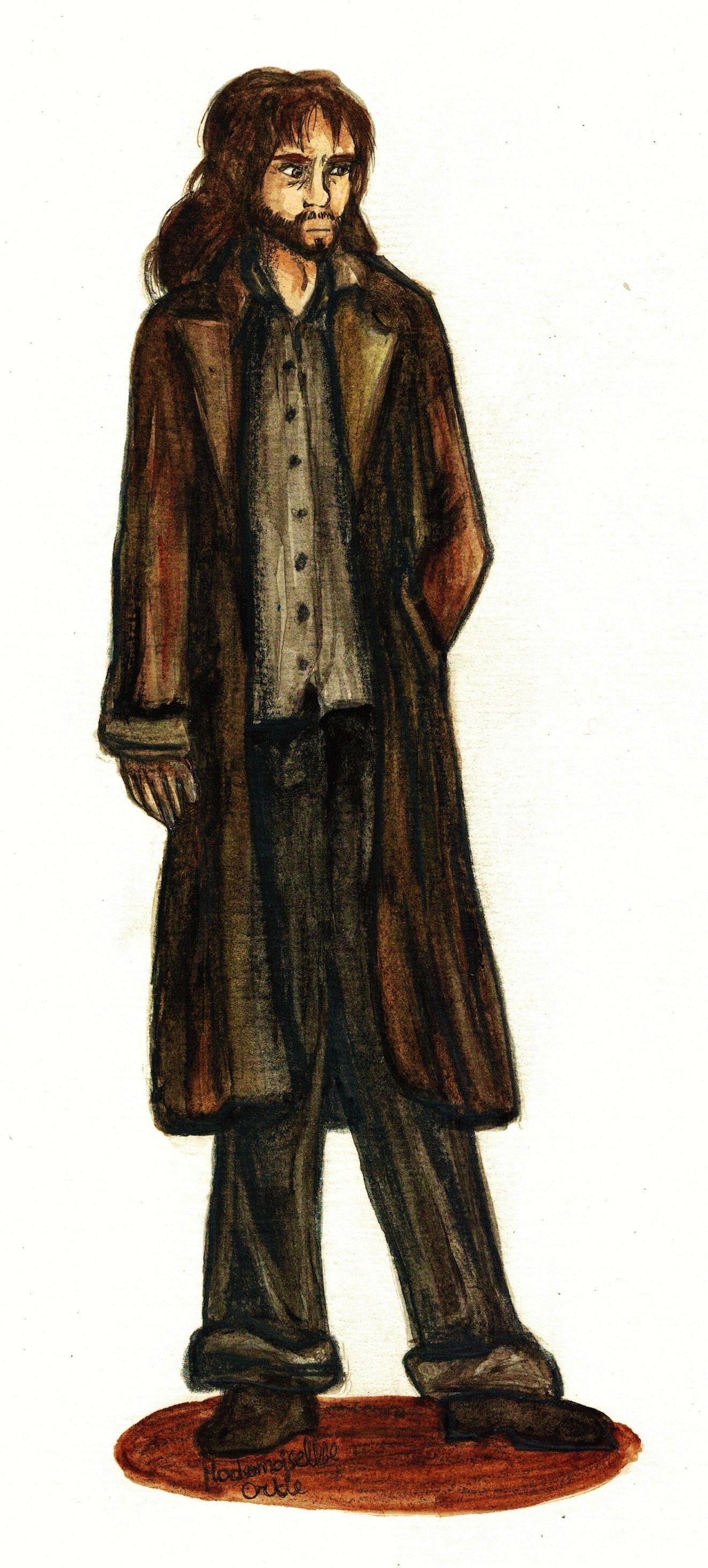
天狼星·布萊克的描繪。

### 角色
天狼星的名字跟許多羅琳自創字一樣，該名字顯露他的一部分。「天狼星·布萊克」是一句語帶雙關之詞，表示著他是一頭巨型黑狗的事實；根據其家族以星座為孩子命名的傳統，天狼星很可能是指大犬座。天狼星也是目前已知夜空中最光亮的一顆星。
| 語言     | 翻譯           |
| -------- | -------------- |
| 荷蘭語   | Sirius Zwarts  |
| 芬蘭語   | Sirius Musta   |
| 挪威語   | Sirius Svart   |
| 波蘭語   | Syriusz Czarny |
| 葡萄牙語 | Ciro o Preto   |
| 西班牙語 | sirius negro   |

### 外觀上
天狼星被描述為一個長著黑色長髮和灰色眼睛的高個子男性。據說在這個系列中有好幾次，天狼星於入獄前被稱為非常好看，和「粗心大意的英俊」；哈利還注意到，在天狼星還是少年的時候，他的臉上總是帶著一點被寵壞和傲慢的神情。他在阿茲卡班的漫長歲月使其面容變得憔悴，缺乏修飾導致頭髮又長又髒，以及牙齒發黃。哈利對天狼星的第一印象活像一具屍體。

### 性格上
作為霍格華茲的學生，天狼星以製造麻煩者而聞名，他曾向哈利提到他自己、詹姆、路平和佩迪魯「都是個白痴」。他曾表示自己從未被任命為級長，那是因為他總是花太多時間跟詹姆被罰留校。天狼星對哈利保護欲很強，但也鼓勵著他承擔一些不明智的風險，有時還不恰當地跟他一起行動，就如昔日他跟詹姆那樣。對此，作者評論指他是「哈利所渴望的是父親」。羅琳曾表示自己雖然喜歡天狼星，但「我不認為他是完美的」。根據她的說法，儘管天狼星有著勇敢和忠誠，但他也魯莽、怨憤，並且「因為他在阿茲卡班的長期逗留而變得有點不平衡。」當被問及哈利是否有教母時，羅琳回答說：「天狼星總是忙於成為一個大反叛者而無暇結婚。」
天狼星跟他的父母和弟弟有所不同，他對黑魔法厭惡，也不相信所謂的純血。羅琳曾表示，天狼星也被證明「非常善於散佈一些其優秀的個人哲學，但他並不總是辜負他們。這主要跟他對待家庭小精靈怪角的方式有關。因為怪角提醒了天狼星指他一直討厭這個家（也由於怪角對天狼星父母的態度和觀點的炫耀），使天狼星對怪角充滿著厭惡，並且一直虐待牠。這反過來又困擾著他，因為怪角最終把天狼星出賣給佛地魔，從而導致天狼星的死亡。」羅琳還表示，天狼星跟其同齡但性格顯得更加成熟的路平有所不同，天狼星從未曾真正的長大過，因為他於才20歲出頭的時候就被送往阿茲卡班，因此沒有過著正常的成年人生活。儘管如此，羅琳表示天狼星的「救贖是他能夠感受到的情感。他像兄弟般愛著詹姆，並繼續把這種依戀轉移給哈利。」

### 魔法能力與技巧
天狼星被他以前的老師麥教授描述為一個強大的巫師。天狼星在15歲的時候就成為了化獸師，並且能夠把自己變成一隻大黑犬。由於他沒有註冊，因此他可以利用其能力不斷躲避魔法部。在他五年級的時候，天狼星跟賽佛勒斯·石內卜對抗，後者於一年級的時候就已經知道更多大部分七年級學生也不知道的惡咒。在神秘事務司之戰中，他在跟安東寧·杜魯哈的決鬥中倖存下來，然而在接下來跟其堂姊貝拉·雷斯壯的決鬥中，他低估了對手，甚至公開地嘲笑她，後來他被一個未知的咒語擊中，然後把他往後吹，讓他消失於死亡密室的黑色帷幔中。

### 家庭
作為貴族及歷史最悠久的布萊克家族，當中大部分成員都是純潔血統的倡導者，他們許多都涉及了黑魔法的使用。布萊克家族大宅位於倫敦的古里某街12號，內裡包含了許多來源可疑及或具有危險能力的人工製品。布萊克家族是為數不多的完全純正血統的家族之一，其家族座右銘為「Toujours Pur」，在法語中意思為「永遠／仍然純潔」。布萊克家族跟其他幾個純血的巫師家族通婚，包括著名的黑巫師家族（或至少是惡意的），如：布洛德（Bulstrode）、克拉（Crabbe）、福林（Flint）、雷斯壯（Lestrange）、馬份（Malfoy）、羅西兒（Rosier）及，牙克厲（Yaxley）家族，還有非黑巫師家族，如：柯羅奇（Crouch）、隆巴頓（Longbottom）、麥米蘭（Macmillan）、波特（Potter）、普瑞（Prewett）和，衛斯理（Weasley）家族。這樣做是為了確保其純種血統能夠在未來持續存在，而這個就是為何大部分純血統家族是相互關聯的原因；因為他們的祖先跟純血家庭結婚。最後數代的布萊克家族的祖先都可以追溯至菲尼亞斯·奈傑勒斯·布萊克（Phineas Nigellus Black）和烏素拉·福林（Ursula Flint）。
小說中此家族其他已知成員的關係：水仙嫁給魯休思·馬份，誕下跩哥·馬份；美黛·布萊克嫁予身為麻瓜後代的巫師泰德·東施並誕下了小仙女·東施，因此遭布萊克家族除名；貝拉·布萊克嫁給了道夫·雷斯壯，成為食死人。
布萊克家族一直相信佛地魔有關「淨化巫師種族」的想法，然而當中許多人（如天狼星的父母）在看到佛地魔願意為權力所做的事情後就不再對外支持他。天狼星那曾經加入食死人行列的親弟—獅子阿爾發·布萊克，但他後來於佛地魔試圖殺害其家庭小精靈怪角後重新考慮其選擇—他成為了食死人的叛徒（他以自己的姓名其簡稱為）—他於調換作為分靈體的小金匣後，被陰屍拖進湖中死亡。儘管整個系列中還有幾名布萊克家族成員仍然在世，然而幾乎全部都是女性，或是斷絕了其家庭成員的後裔，以致除了天狼星以外，其家族裡已經沒有能擁有布萊克家族姓氏的人。在《鳳凰會的密令》中，該姓氏的最後一名已知的後裔—天狼星·布萊克被其堂姐貝拉·雷斯壯所殺，使布萊克家族沒落了。

#### 布萊克家族族譜
|  |  |  |  |  |  |  |  |  |  |  |  |  |  |  |  |  |  |                   |                   |                   |                   |                   |                   |             |             |                 |                 |                 |                 |                 |                 |             |             |             |             |             |             |            |            | 布萊克家族 |           |            |            |            |            |            |            |           |           |               |               |               |               |               |               |  |  |                 |                 |                 |                 |                 |                 |             |             |             |             |             |             |  |  |             |             |             |             |             |             |  |  |  |  |  |  |  |  |  |  |  |  |  |  |
|  |  |  |  |  |  |  |  |  |  |  |  |  |  |  |  |  |  |                   |                   |                   |                   |                   |                   |             |             |                 |                 |                 |                 |                 |                 |             |             |             |             |             |             |            |            |            |           |            |            |            |            |            |            |           |           |               |               |               |               |               |               |  |  |                 |                 |                 |                 |                 |                 |             |             |             |             |             |             |  |  |             |             |             |             |             |             |  |  |  |  |  |  |  |  |  |  |  |  |  |  |
|  |  |  |  |  |  |  |  |  |  |  |  |  |  |  |  |  |  | 天狼星·布萊克     | 天狼星·布萊克     | 天狼星·布萊克     | 天狼星·布萊克     | 天狼星·布萊克     | 天狼星·布萊克     |             |             |                 |                 |                 |                 |                 |                 |             |             |             |             |             |             |            |            |            |           |            |            |            |            |            |            |           |           |               |               |               |               |               |               |  |  |                 |                 |                 |                 |                 |                 | 貝拉·雷斯壯 | 貝拉·雷斯壯 | 貝拉·雷斯壯 | 貝拉·雷斯壯 | 貝拉·雷斯壯 | 貝拉·雷斯壯 |  |  | 道夫·雷斯壯 | 道夫·雷斯壯 | 道夫·雷斯壯 | 道夫·雷斯壯 | 道夫·雷斯壯 | 道夫·雷斯壯 |  |  |  |  |  |  |  |  |  |  |  |  |  |  |
|  |  |  |  |  |  |  |  |  |  |  |  |  |  |  |  |  |  | 天狼星·布萊克     | 天狼星·布萊克     | 天狼星·布萊克     | 天狼星·布萊克     | 天狼星·布萊克     | 天狼星·布萊克     |             |             |                 |                 |                 |                 |                 |                 |             |             |             |             |             |             |            |            |            |           |            |            |            |            |            |            |           |           |               |               |               |               |               |               |  |  |                 |                 |                 |                 |                 |                 | 貝拉·雷斯壯 | 貝拉·雷斯壯 | 貝拉·雷斯壯 | 貝拉·雷斯壯 | 貝拉·雷斯壯 | 貝拉·雷斯壯 |  |  | 道夫·雷斯壯 | 道夫·雷斯壯 | 道夫·雷斯壯 | 道夫·雷斯壯 | 道夫·雷斯壯 | 道夫·雷斯壯 |  |  |  |  |  |  |  |  |  |  |  |  |  |  |
|  |  |  |  |  |  |  |  |  |  |  |  |  |  |  |  |  |  |                   |                   |                   |                   |                   |                   |             |             |                 |                 |                 |                 |                 |                 |             |             |             |             |             |             |            |            |            |           |            |            |            |            |            |            |           |           |               |               |               |               |               |               |  |  |                 |                 |                 |                 |                 |                 |             |             |             |             |             |             |  |  |             |             |             |             |             |             |  |  |  |  |  |  |  |  |  |  |  |  |  |  |
|  |  |  |  |  |  |  |  |  |  |  |  |  |  |  |  |  |  | 塞普提默斯·衛斯理 | 塞普提默斯·衛斯理 | 塞普提默斯·衛斯理 | 塞普提默斯·衛斯理 | 塞普提默斯·衛斯理 | 塞普提默斯·衛斯理 |             |             | 塞德蕾兒·布萊克 | 塞德蕾兒·布萊克 | 塞德蕾兒·布萊克 | 塞德蕾兒·布萊克 | 塞德蕾兒·布萊克 | 塞德蕾兒·布萊克 |             |             | 普瑞家先生  | 普瑞家先生  | 普瑞家先生  | 普瑞家先生  | 普瑞家先生 | 普瑞家先生 |            |           | 普瑞家太太 | 普瑞家太太 | 普瑞家太太 | 普瑞家太太 | 普瑞家太太 | 普瑞家太太 |           |           | 伊內修斯·普瑞 | 伊內修斯·普瑞 | 伊內修斯·普瑞 | 伊內修斯·普瑞 | 伊內修斯·普瑞 | 伊內修斯·普瑞 |  |  | 柳克麗夏·布萊克 | 柳克麗夏·布萊克 | 柳克麗夏·布萊克 | 柳克麗夏·布萊克 | 柳克麗夏·布萊克 | 柳克麗夏·布萊克 |             |             |             |             |             |             |  |  |             |             |             |             |             |             |  |  |  |  |  |  |  |  |  |  |  |  |  |  |
|  |  |  |  |  |  |  |  |  |  |  |  |  |  |  |  |  |  | 塞普提默斯·衛斯理 | 塞普提默斯·衛斯理 | 塞普提默斯·衛斯理 | 塞普提默斯·衛斯理 | 塞普提默斯·衛斯理 | 塞普提默斯·衛斯理 |             |             | 塞德蕾兒·布萊克 | 塞德蕾兒·布萊克 | 塞德蕾兒·布萊克 | 塞德蕾兒·布萊克 | 塞德蕾兒·布萊克 | 塞德蕾兒·布萊克 |             |             | 普瑞家先生  | 普瑞家先生  | 普瑞家先生  | 普瑞家先生  | 普瑞家先生 | 普瑞家先生 |            |           | 普瑞家太太 | 普瑞家太太 | 普瑞家太太 | 普瑞家太太 | 普瑞家太太 | 普瑞家太太 |           |           | 伊內修斯·普瑞 | 伊內修斯·普瑞 | 伊內修斯·普瑞 | 伊內修斯·普瑞 | 伊內修斯·普瑞 | 伊內修斯·普瑞 |  |  | 柳克麗夏·布萊克 | 柳克麗夏·布萊克 | 柳克麗夏·布萊克 | 柳克麗夏·布萊克 | 柳克麗夏·布萊克 | 柳克麗夏·布萊克 |             |             |             |             |             |             |  |  |             |             |             |             |             |             |  |  |  |  |  |  |  |  |  |  |  |  |  |  |
|  |  |  |  |  |  |  |  |  |  |  |  |  |  |  |  |  |  |                   |                   |                   |                   |                   |                   |             |             |                 |                 |                 |                 |                 |                 |             |             |             |             |             |             |            |            |            |           |            |            |            |            |            |            |           |           |               |               |               |               |               |               |  |  |                 |                 |                 |                 |                 |                 |             |             |             |             |             |             |  |  |             |             |             |             |             |             |  |  |  |  |  |  |  |  |  |  |  |  |  |  |
|  |  |  |  |  |  |  |  |  |  |  |  |  |  |  |  |  |  |                   |                   |                   |                   |                   |                   |             |             |                 |                 |                 |                 |                 |                 |             |             |             |             |             |             |            |            |            |           |            |            |            |            |            |            |           |           |               |               |               |               |               |               |  |  |                 |                 |                 |                 |                 |                 |             |             |             |             |             |             |  |  |             |             |             |             |             |             |  |  |  |  |  |  |  |  |  |  |  |  |  |  |
|  |  |  |  |  |  |  |  |  |  |  |  |  |  |  |  |  |  |                   |                   |                   |                   |                   |                   | 亞瑟·衛斯理 | 亞瑟·衛斯理 | 亞瑟·衛斯理     | 亞瑟·衛斯理     | 亞瑟·衛斯理     | 亞瑟·衛斯理     |                 |                 | 茉莉·衛斯理 | 茉莉·衛斯理 | 茉莉·衛斯理 | 茉莉·衛斯理 | 茉莉·衛斯理 | 茉莉·衛斯理 |            |            | 費邊·普瑞  | 費邊·普瑞 | 費邊·普瑞  | 費邊·普瑞  | 費邊·普瑞  | 費邊·普瑞  |            |            | 吉昂·普瑞 | 吉昂·普瑞 | 吉昂·普瑞     | 吉昂·普瑞     | 吉昂·普瑞     | 吉昂·普瑞     |               |               |  |  |                 |                 |                 |                 |                 |                 |             |             |             |             |             |             |  |  |             |             |             |             |             |             |  |  |  |  |  |  |  |  |  |  |  |  |  |  |
|  |  |  |  |  |  |  |  |  |  |  |  |  |  |  |  |  |  |                   |                   |                   |                   |                   |                   | 亞瑟·衛斯理 | 亞瑟·衛斯理 | 亞瑟·衛斯理     | 亞瑟·衛斯理     | 亞瑟·衛斯理     | 亞瑟·衛斯理     |                 |                 | 茉莉·衛斯理 | 茉莉·衛斯理 | 茉莉·衛斯理 | 茉莉·衛斯理 | 茉莉·衛斯理 | 茉莉·衛斯理 |            |            | 費邊·普瑞  | 費邊·普瑞 | 費邊·普瑞  | 費邊·普瑞  | 費邊·普瑞  | 費邊·普瑞  |            |            | 吉昂·普瑞 | 吉昂·普瑞 | 吉昂·普瑞     | 吉昂·普瑞     | 吉昂·普瑞     | 吉昂·普瑞     |               |               |  |  |                 |                 |                 |                 |                 |                 |             |             |             |             |             |             |  |  |             |             |             |             |             |             |  |  |  |  |  |  |  |  |  |  |  |  |  |  |

- 註：衛斯理家族族譜的詳細內容可參見衛斯理家族，在這裡則不作顯示。

布萊克家族的族譜於第五輯小說中有所描述，但作者於2006年1月把其手繪的版本捐贈給國際圖書援助組織作慈善拍賣時，它更直接地引起了公眾的關注。這棵家族樹顯示了其中一個最古老的魔法家族中的成員，以及他們透過婚姻跟其他的一些純血家族的聯繫，而這些家族的成員也有出現於小說中。此族譜所描述的族譜可以追溯至大約700年前，但羅琳所繪製的版本只涵蓋了大約150年。在慈善拍賣期間，這棵家族樹的確切細節被保密，僅發布待售商品的不完整或部分模糊圖像。然而參與拍賣會的一些人做了筆記以用作確認上方的細節，並公佈了詳細彙編。後來，這棵家族樹的另一份副本中得到了更多的信息以作修正，該副本被納入至《鳳凰會的密令》裡的電影佈景中，該家族樹出現於古里某街12號的布萊克家族大宅裡。此家族樹在第六輯《混血王子的背叛》及第七輯《死神的聖物》的出版物之間提供了有關於該系列情節元素的新信息，並在粉絲當中引起了相當大的轟動。它最終獲該電影系列中飾演哈利·波特的英國演員丹尼爾·域卡夫以£30,000英鎊的價格購得。

## 相關情節

### 阿茲卡班的逃犯
天狼星於阿茲卡班監獄服刑了12年以後，他於《預言家日報》的封面上看到了衛斯理一家的照片。他留意到榮恩·衛斯理的寵物鼠斑斑坐於榮恩的肩膀上。那是該系列的轉折點，並設於第三部小說當中，而天狼星立即認出斑斑就是彼得·佩迪魯的化獸師形態。天狼星意識到若然佛地魔重新獲得權力，佩迪魯很容易就能把哈利交到佛地魔之手。得知此事讓他頭腦清醒過來，並賦予他逃離阿茲卡班的精神力量。他是已知的第一個以自己的方式逃離巫師監獄的人，透過轉變他為其狗隻的化獸師形態來完成這一壯舉。由於催狂魔無法發現天狼星的化獸師形態，再加上因營養不良而讓他體重嚴重下降，這讓他得以從看守嚴密的牢房中溜走出來。在他逃跑後，天狼星在活米村及其周邊地區避難，並留在哈利·波特身邊，以及打算向佩迪魯進行報復。得知催狂魔經已駐紮於霍格華茲和活米村一帶，天狼星在這段時間裡保持著其化獸師形態，並且能夠在不被催狂魔辨認得到的情況下進入霍格華茲範圍。哈利瞥了幾眼以他的狗隻形態出現的天狼星，並錯認了他為狗靈。狗隻形態下的天狼星跟妙麗·格蘭傑的寵物貓歪腿成為了朋友，歪腿知道天狼星實際上並非一隻狗，而且還能夠辨認出斑斑的真實身份—彼得·佩迪魯。天狼星有一次帶著小刀闖進葛萊分多塔尋找佩迪魯，讓歪腿獲得了奈威·隆巴頓的宿舍密碼清單，並發現佩迪魯撕碎了榮恩的窗簾後離開了那裡，以偽造其死亡來陷害歪腿。
在該小說將近結束時，哈利、榮恩和妙麗跟天狼星於尖叫屋裡對質，哈利差點把他殺了，然而雷木思·路平及時的干預並阻止了哈利，更逼使化身成為斑斑的佩迪魯現形，讓哈利得知當年事件的真相：當詹姆與莉莉逃避佛地魔的追殺時，夫婦二人原本讓天狼星擔任他們的守密人，然而天狼星卻說服了他們讓彼得·佩迪魯擔任守密人，天狼星原認為這是妙計，佛地魔不會想到追殺彼得而找他，結果誰也沒想到佩迪魯竟背叛了波特一家，成為了佛地魔的間諜。彼得不僅暗中化身老鼠逃走，更製造其死亡的假象，成功地讓人們誤以為天狼星就是那個叛徒，更導致他被指控謀殺了12名麻瓜；也許是由於除天狼星的父母外，布萊克家族裡大部分都是食死人的關係（包括天狼星之弟—獅子阿爾發·布萊克），讓巴堤·柯羅奇於未經審判下便命令把天狼星在監禁於阿茲卡班監獄，使他無辜入獄。
早就得知天狼星是無辜的路平，好友二人久別重逢。佩迪魯的真實身分被揭穿，並逼使他現身。最重要的是，哈利阻止了天狼星與路平把佩迪魯殺掉，認為其父親不希望他的朋友去殺人。在混亂之後，哈利開始逐漸相信天狼星是無辜的，繼而把他視作其父親般的人物（教父），二人也開始期盼著以後能夠一起生活的渴望。儘管事情的發展很快又對他不利—佩迪魯逃脫了，天狼星於霍格華茲被催狂魔抓獲，並且被判處接受催狂魔之吻—一種比死亡更糟糕的命運。哈利與妙麗協助天狼星跟巴嘴一起逃脫，牠是一頭同樣受到不公正裁決的鷹馬，讓天狼星再度成為通緝犯。
天狼星於逃脫後跟哈利、榮恩和妙麗通信，他送給榮恩一頭迷你的小貓頭鷹；哈利的飛天掃帚在一場被催狂魔侵擾的魁地奇比賽中被渾拚柳摧毀之後，天狼星亦以匿名的名義為哈利送來一根新型號的掃帚火閃電（Firebolt）作為其聖誕禮物，儘管麥教授懷疑該掃帚遭施加了詛咒而沒收作檢查。作為一名逃亡者，天狼星只能斷續而分散地聯絡哈利。哈利繼續像父親般依靠著天狼星，並且經常在迫切需要時徵詢其意見，同時又擔心著天狼星的處境。

### 火盃的考驗
天狼星從歐洲逃離到熱帶的某個地方—哈利相信那裡超出了魔法部的管轄範圍，天狼星於那裡慢慢從阿茲卡班的歲月中恢復過來，並恢復了健康。雖然他只能透過貓頭鷹郵件來跟哈利進行有節制的交流，而他也給予哈利合理而明智的建議。哈利跟天狼星越來越親近並依賴著其幫助。當哈利告訴他指自己的傷疤又開始讓他感到痛楚時（佛地魔出現的信號），還有魁地奇世界盃上有食死人活動的報導，這讓擔心著他的天狼星回到英國。他犧牲一些恢復了的健康來幫助哈利；當他到達活米村時，他又再一次變得憔悴與不整潔，他跟巴嘴一起躲在山洞裡，主要靠老鼠維生（偶爾會有哈利、榮恩和妙麗送來的食物作禮物）。天狼星在這輯小說中對哈利的影響並不大；他的出現並不能阻止三巫鬥法大賽的災難，他主要是給哈利建議如何完成賽事。他後來被鄧不利多召喚到霍格華茲，並聽取哈利重述有關佛地魔重生的事。鄧不利多要求天狼星把此事提醒路平、阿拉貝拉·費、蒙當葛·弗列契和其他鳳凰會的成員，並指示天狼星在路平那裡待一段時間。天狼星向不想讓他離開的哈利保證指他們很快就能再次見面，然後才會離開。

### 鳳凰會的密令
天狼星躲於其祖居—古里某街12號的布萊克家族大宅裡避難。作為布萊克家族的最後繼承人的天狼星，他繼承了該家族的財產並允許鳳凰會以它作為其總部，儘管它經已年久失修。由於其通緝犯身分和正在外間進行的搜捕（當時負責追捕天狼星的正氣師金利·俠鈎帽事實上也是鳳凰會的成員之一），加上其外出容易遇到危險，因此天狼星的活動範圍被鄧不利多限制於其家中，而他的禁閉導致出現抑鬱。他經常的孤僻與敵對者—尤其是賽佛勒斯·石內卜—在鳳凰會當中所擔任的角色越來越重要，哈利亦在他的呼吸中發現到一股酒精的味道。他跟其家族大宅裡的那個瘋狂的家庭小精靈怪角之間的敵意也對他有所影響，而他一直對怪角充滿著仇恨。當他以化獸師形態短暫地離開大宅前去國王十字車站為哈利送行時，其化獸師形態被跩哥·馬份及魯休思·馬份認出了，導致他收到更多的威脅和警告。此後，天狼星跟哈利只能透過貓頭鷹通訊和呼嚕網絡來保持聯繫，而呼嚕網絡是個通過壁爐以進行交流的系統。由於天狼星一直以呼嚕網絡跟學院交誼廳裡的哈利聯繫（一般巫師和女巫能透過火進行通訊），因此最終遭到監控著通訊網絡與進出霍格華茲貓頭鷹郵件的魔法部官員桃樂絲·恩不里居抓獲及破壞。
在接近小說中段的部分，包括了天狼星痛恨的表姐貝拉·雷斯壯的大批食死人逃離了阿茲卡班監獄。魔法部拒絕承認佛地魔經已捲土重來，而催狂魔經已加入到其陣營的事實，他們試圖把責任歸咎於天狼星，聲稱他協助囚犯逃跑並領導著他們。天狼星於整輯小說中扮演著哈利的父親形象—愛玩、大膽、魯莽，他鼓勵著哈利反對恩不里居及其改革，並強烈贊成哈利為建立秘密的學生防禦術教學小組—鄧不利多的軍隊。他還表現出對哈利的高度信任和尊重，並願意回答後者關於鳳凰會與佛地魔的問題。天狼星年輕時的長期監禁影響了其情感發展。路平與茉莉·衛斯理對於天狼星在哈利身邊的行為表示不滿，指天狼星對待其教子就好像對待哈利的父親詹姆那樣，這是不恰當的事。
隨著佛地魔的力量越來越強大，其增強了的力量讓他於哈利的腦海中植入了一個虛假的幻象，讓他相信天狼星被俘虜並在神秘事務部裡受到酷刑的折磨。哈利試圖透過呼嚕網絡聯繫在古里某街的天狼星，以確定他是否位於魔法部；然而，哈利發現除了怪角以外，房子裡似乎空無一人，牠告訴哈利指天狼星不會從魔法部回來。確信佛魔正在折磨天狼星的哈利，他跟他的朋友們進入遭廢棄的魔法部，並進入到神秘事務部。當他們被食死人伏擊時，哈利意識到佛地魔把他引誘到了一個陷阱裡。然而，拯救他們的人卻是石內卜；在確認天狼星於古里某街那裡安全後，石內卜通知鳳凰會指失蹤了的學生們已前往魔法部（後來透露，天狼星一直在大宅樓上照料著鷹馬巴嘴，因此當哈利試圖聯繫他時，他並沒有出現於其視線範圍內）。後來，鳳凰會立即派出一支救援隊，當中包括了路平、小仙女·東施、阿拉特·穆敵和金利·俠鉤帽前往營救眾人，迫不及待擺脫禁錮的天狼星也隨之而來。
鳳凰會的眾人於神秘事務司之戰中跟多名食死人在「死亡室」裡作戰。在跟其堂姐貝拉·雷斯壯的瘋狂決鬥中，天狼星嘲笑指她沒法傷害自己。她遂以索命咒擊向天狼星，讓他後退並墜進古老的拱門中的黑色帷幔裡而死亡。克服了頃刻的悲傷和憤怒的哈利試圖向貝拉·雷斯壯報復但失敗，也被佛地魔的到來而打斷了。在佛地魔跟鄧不利多之間短暫決鬥之後，佛地魔在魔法部部長跟其他魔法部官員看見他後，他便逃跑了。哈利當時留下來為天狼星哀悼，反映出他儘管有缺陷，但他也是一位充滿愛心和具保護性的教父，也是哈利最接近真實父母之人。結果，魔法部放棄了它指佛地魔沒有捲土重來的立場，鄧不利多再次受到人們的信任。反過來，鄧不利多說服了部長指天狼星是無辜的。天狼星於接下來的小說裡的罪名被免除了；然而不幸的是，那為時已晚了。鄧不利多稱這是「一段漫長而幸福的關係的殘酷結局」。
天狼星去世後，在裡的遺囑聲明，哈利擁有天狼星家族所有資產的繼承權，包括在古里某街的布萊克家族大宅、其家庭小精靈怪角，以及鷹馬巴嘴。然而哈利卻無意處理布萊克家族的祖屋；布萊克家族的家庭小精靈怪角則服從他的命令到霍格華茲的廚房跟其他家庭小精靈一起工作；鷹馬巴嘴（後來於第七集更名為枯翅〔Witherwings〕）則交回給海格照料；而天狼星的摩托車則於第七集再度出現。

### 死神的聖物
正如J·K·羅琳於2003年接受《BBC》帕克斯曼（Paxman）的採訪期間所說，天狼星「肯定已經去世了」。然而，她通過隱晦地提到天狼星於去世前交給哈利的通訊鏡子，從而引發了進一步撲朔迷離的作用：「該鏡子的作用可能沒有你所想像的那麼有幫助，但另一方面，它的幫助比你所想的還要多。你必須閱讀最後一輯小說才能理解這一點！」在最後一輯小說中，阿波佛·鄧不利多使用了這塊他於一年前從蒙當葛·弗列契那裡購得的雙面鏡裡，他從中看見在馬份莊園地窖裡的哈利， 這使阿波佛能夠派遣多比前去營救哈利等人。
當哈利於《死神的聖物2》裡在金探子內發現重生石時，以它來召喚經已去世的天狼星、詹姆、莉莉和路平。天狼星等四人一同以幽靈般的形態出現，以支持哈利步向死亡，這是天狼星的最後一次露面。天狼星並向他保證死亡「比入睡更快和更容易」，他還向哈利保證，他們四人將永遠是他的一部分。
羅琳在ITV的《J·K·羅琳紀錄片》中透露了一個家譜，當中關於 衛斯理家族 的所有的孫輩。在這份家譜中，眾所周知，哈利以其父親和教父的名字來為他的長子命名—詹姆·天狼星·波特。

### 哈利波特前傳
天狼星跟詹姆是這個800字故事當中的主角，故事設定於哈利出生的3年前。天狼星跟詹姆騎著天狼星的摩托車，因超速被兩名麻瓜警察追趕。當三個騎著掃帚的食死人飛向他們時，麻瓜警察試圖逮捕兩人。天狼星與詹姆利用警車作為障礙物，讓食死人撞上了它。最後，二人騎著飛行的摩托車從警察手中逃脫了。

## 評價
天狼星經常被認為是哈利波特傳說中最佳角色之一，也經常被認為是哈利最著名的父親形象。2011年，《帝國雜誌》選出的前25名哈利波特人物中，天狼星·布萊克被列在第5位。2017年，《IGN》把天狼星列為哈利波特宇宙中最佳角色的第8位，並指出：「天狼星跟哈利之間開始發展的父子關係讓我們喜歡這個角色。」
另外，WatchMojo.com把天狼星列為該系列中最佳角色的第4位，並再次引用他與哈利父親般的關係作為讚揚的高點。該角色於《鳳凰會的密令》中的英年早逝通常被認為是該系列裡其中一個最激動人心和最令人心碎的時刻。